# Mecysmauchenius segmentatus
Mecysmauchenius segmentatus är en spindelart som beskrevs av Simon 1884. Mecysmauchenius segmentatus ingår i släktet Mecysmauchenius och familjen Mecysmaucheniidae. Inga underarter finns listade i Catalogue of Life.